# دیرکس بنتلی
دیرکس بنتلی (به انگلیسی: Dierks Bentley) (زادهٔ ۲۰ نوامبر ۱۹۷۵ در فینیکس، آریزونا) خوانندهٔ موسیقی کانتری اهل آمریکا است. بنتلی در بعضی ترانه‌ها با نواختن گیتار آوازش را همراهی می‌کند.
هرچند آغاز فعالیت حرفه‌ای او را از سال ۲۰۰۳ می‌دانند ولی اولین آلبوم وی در سال ۲۰۰۱ منتشر شده‌است.

## آلبوم‌ها
- در عشق تنهایم نگذار (۲۰۰۱) (Dont leave me in love)
- دیرکس بنتلی (۲۰۰۳)(Dierks Bentley)
- روز مدرن دریفر (۲۰۰۵) (Modern Day Drifter)
- سفر طولانی تنها (۲۰۰۶)(long trip alone)
- احساس کردن ان اتش (feel that fire) (۲۰۰۹)
- بالا روی لبه (۲۰۱۰) up on the ridge

### جوایز
وی برنده جوایز متعددی از آکادمی موسیقی کانتری و جوایز موسیقی CMT شده‌است که عبارتند از:
- برنده بهترین موزیک ویدئو سال (۲۰۰۴)
- بهترین هنرمند تازه‌کار (۲۰۰۴)
- بهترین عملکرد در سال (۲۰۰۹) «پسر کانتری country boy»

بنتلی مابین سال‌های ۲۰۰۷ تا ۲۰۱۰ چندین بار نامزد گرمی بهترین آهنگ کانتری، بهترین خواننده مرد کانتری و بهترین آلبوم کانتری شده‌است.